# Dekanat Dębieńsko
Dekanat Dębieńsko – jeden z 37 dekanatów katolickich w archidiecezji katowickiej. W jego skład wchodzą następujące parafie:

## Parafie
| Lp | Parafia                                                               | Data powstania  | Proboszcz             | Adres                                                | Zdjęcie |
| -- | --------------------------------------------------------------------- | --------------- | --------------------- | ---------------------------------------------------- | ------- |
| 1  | Bełk św. Jana Sarkandra                                               | przed 1447      | ks. Konrad Opitek     | ul. Kościelna 6 44-237 Bełk                          |         |
| 2  | Czerwionka-Leszczyny Najświętszego Serca Pana Jezusa                  | 1 sierpnia 1925 | ks. Tomasz Żołna      | ul. 3 Maja 36 44-230 Czerwionka-Leszczyny            |         |
| 3  | Czerwionka-Leszczyny św. Józefa Oblubieńca NMP                        | 1 lipca 1991    | ks. Jacek Klepacz     | Al. św. Barbary 3 44-230 Czerwionka-Leszczyny        |         |
| 4  | Czerwionka-Leszczyny – Czuchów Wniebowzięcia Najświętszej Maryi Panny | 1 sierpnia 1925 | ks. Krzysztof Jonczyk | ul. 3 Maja 98 44-230 Czerwionka-Leszczyny            |         |
| 5  | Czerwionka-Leszczyny – Dębieńsko św. Jerzego                          | przed 1342      | ks. Roman Kiwadowicz  | ul. Borowa 4 44-234 Czerwionka-Leszczyny             |         |
| 6  | Rybnik – Kamień św. Brata Alberta                                     | 1 lipca 1991    | ks. Damian Jarnot     | ul. Robotnicza 95 44-213 Rybnik                      |         |
| 7  | Książenice Niepokalanego Serca Najświętszej Maryi Panny               | 1 sierpnia 1925 | ks. Roman Laksa       | ul. ks. Jana Pojdy 72 44-213 Rybnik                  |         |
| 8  | Czerwionka-Leszczyny św. Andrzeja Boboli                              | 1919            | ks. Zenon Sodawiczny  | ul. ks. Adolfa Pojdy 104 44-238 Czerwionka-Leszczyny |         |
| 9  | Przegędza Podwyższenia Krzyża Świętego                                | 17 marca 1981   | ks. Józef Bryzik      | ul. Mikołowska 61 44-237 Czerwionka-Leszczyny        |         |
| 10 | Stanowice św. Jacka                                                   | 1976            | ks. Dariusz Gembała   | ul. Kościelna 2 44-230 Stanowice                     |         |
| 11 | Szczejkowice Matki Bożej Pośredniczki Wszelkich Łask                  | 3 maja 1981     | ks. Jacek Ostrowski   | ul. Wiejska 18 44-246 Palowice                       |         |